# Elektrownia jądrowa Olkiluoto

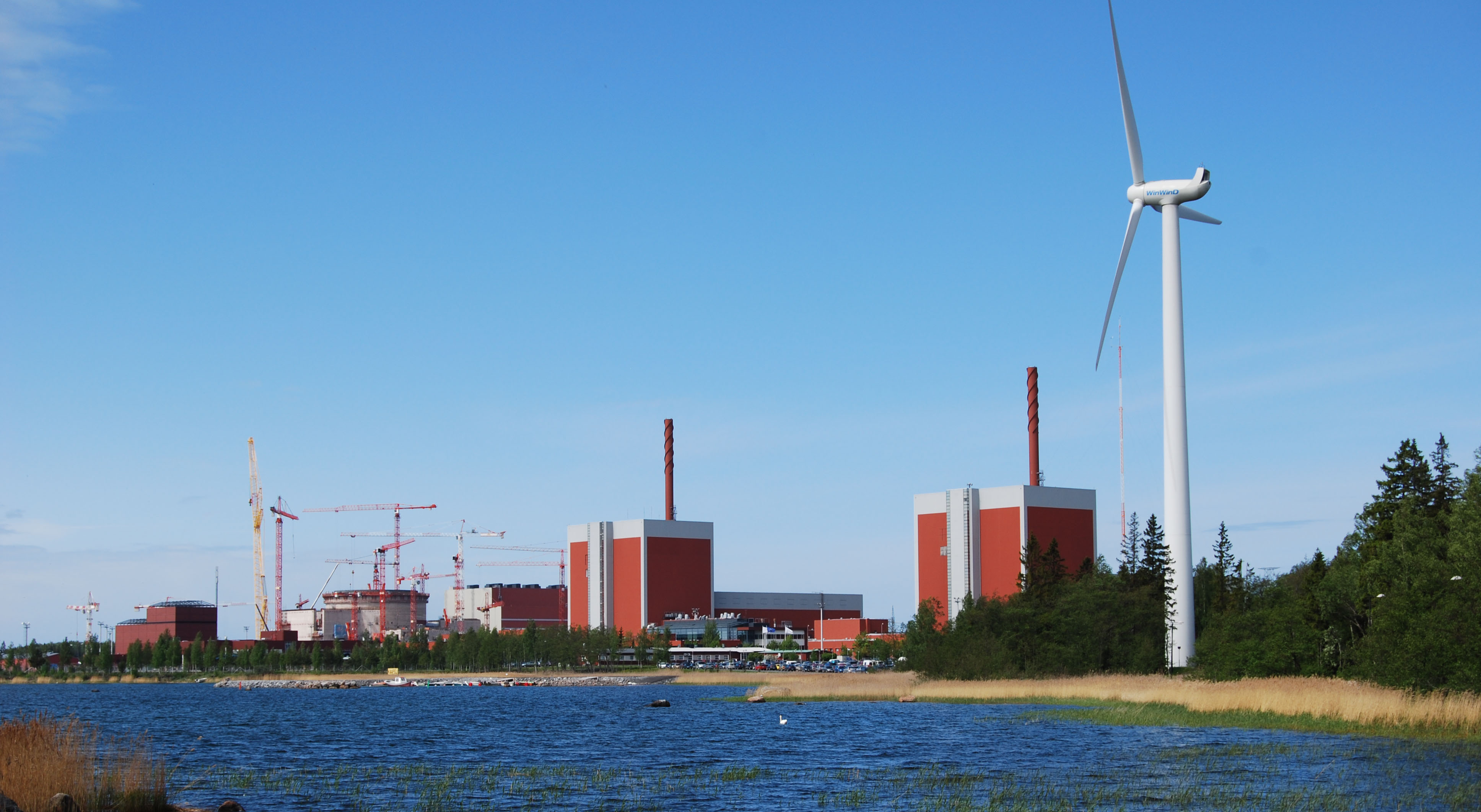
Elektrownia Jądrowa Olkiluoto

Elektrownia Jądrowa Olkiluoto – jedna z dwóch, obok wodno-ciśnieniowego reaktora energetycznego Loviisa, elektrowni jądrowych w Finlandii, powstała w 1973 i działająca od 1979. Znajduje się na wyspie Olkiluoto na zachodzie kraju. Operatorem kompleksu jest firma Teollisuuden Voima Oyj (TVO). Aktualnie składa się z dwóch bloków o mocy elektrycznej 880 MW oraz oddanego do eksploatacji w kwietniu 2023 trzeciego bloku o mocy 1,6 GW (największy reaktor jądrowy w Europie).

## Blok 1 i 2
Dostawy energii elektrycznej z bloku pierwszego rozpoczęły się w październiku 1979, a z drugiego w lipcu 1982.

## Blok 3
Blok trzeci, pierwszy typu EPR (Europejski Reaktor Ciśnieniowy) był budowany od lipca 2005, a jego rozruch planowany był pierwotnie na rok 2009. W związku ze złożonością projektu EPR datę tę przesunięto najpierw na 2011, a następnie na 2012 rok, a w 2011 roku niemiecki Siemens w związku ze zmianą polityki RFN po katastrofie w Fukushimie (zamknięcie wszystkich reaktorów jądrowych w Niemczech do końca 2022 roku), wycofał się z sektora energetyki jądrowej, co skutkowało koniecznością szukania nowego wykonawcy. W lipcu 2012 planowane uruchomienie reaktora oceniano na najwcześniej początek 2015 roku - z 6-letnim opóźnieniem. Przy budowie Olkiluoto 3 brali udział również polscy podwykonawcy, w tym Polbau, Elektrobudowa i Energomontaż-Północ Gdynia. Reaktor został ukończony w 2022 roku a następnie po serii obowiązkowych testów finalnie podłączony do sieci w kwietniu 2023. Nawet z uwzględnieniem opóźnień w budowie wyrównany koszt energii z całej elektrowni Olkiluoto wynosi 30 EUR/MWh, a z samego bloku trzeciego (OL3) − 42 EUR/MWh.

## Blok 4
14 lutego 2008 Teollisuuden Voima przekazała ekspertyzę dotyczącą oddziaływania potencjalnego czwartego bloku Ministerstwom Pracy i Gospodarki. Jeżeli zostanie zbudowany, będzie to reaktor EPR albo BWR o mocy elektrycznej 1000 do 1800 MW. Ze względu na opóźnienia w budowie Olkiluoto 3, firma TVO podjęła decyzję o bezterminowym wstrzymaniu projektu budowy bloku 4 pomimo pozytywnej decyzji rządu i parlamentu fińskiego wydanej w 2015 roku.

## Odpady nuklearne
Zgodnie z postanowieniami fińskiego prawa atomowego z 1994 wszelkie odpady nuklearne produkowane w Finlandii muszą być przechowywane w kraju; Olkiluoto zostało wybrane na miejsce docelowe składowania odpadów radioaktywnych z całego kraju (Onkalo). Na temat budowy składowiska odpadów jądrowych Onkalo powstał film dokumentalny "Jądro wieczności".